# Adam Curry
Adam Curry (Condado de Arlington, Virginia, 3 de septiembre de 1964) es un empresario estadounidense, fundador de Mevio Inc. Vivió gran parte de su vida en Europa, principalmente en los Países Bajos, donde realizó sus primeros trabajos en radio y televisión. Como presentador de TV fue muy popular por su carisma e irreverencia. 
Fue invitado a trabajar en MTV en 1987, donde permaneció hasta 1994. Fue de las primeras personalidades que en los años 90 notó el potencial de Internet, y registró el dominio www.mtv.com, que después de un acuerdo fue trasladado a la empresa MTV.
Uno de los méritos de Curry es haber contribuido a la creación y difusión del formato de transmisión de audio a través de Internet, conocido como podcast. Vivió un tiempo en Guildford, Inglaterra con su esposa, Patricia Paay y su hija, Christina. Actualmente vive en Texas desde donde produce el exitoso Podcast/Show No Agenda.